# Le Bois-Hellain
Bois-Hellain – miejscowość i gmina we Francji, w regionie Normandia, w departamencie Eure.
Według danych na rok 1990 gminę zamieszkiwało 147 osób, a gęstość zaludnienia wynosiła 46 osób/km² (wśród 1421 gmin Górnej Normandii Bois-Hellain plasuje się na 752. miejscu pod względem liczby ludności, natomiast pod względem powierzchni na miejscu 827.).